# 受精卵
受精卵（じゅせいらん、英: Zygote）は、真核生物の有性生殖の際に2つの一倍体性細胞（配偶子）の融合によって形成される二倍体細胞である。接合子とも呼ばれる。

## 概要
真核生物の配偶子が結合し、2つの細胞核が融合（核合体）することを受精と呼ぶ。受精卵のゲノムは、各配偶子が持つDNAの組み合わせであり、新しい個々の生物を形成するために必要なすべての遺伝情報を含んでいる。ほとんどの生物では、受精卵が複数回の細胞分裂を経て、二倍体の生物を作り出す。さらに分裂が進むと、遅かれ早かれ一部の細胞において減数分裂による二倍体から一倍体への移行が起こり、最終的に再び配偶子が形成される。多細胞生物において、受精卵は最も初期の発生段階である。

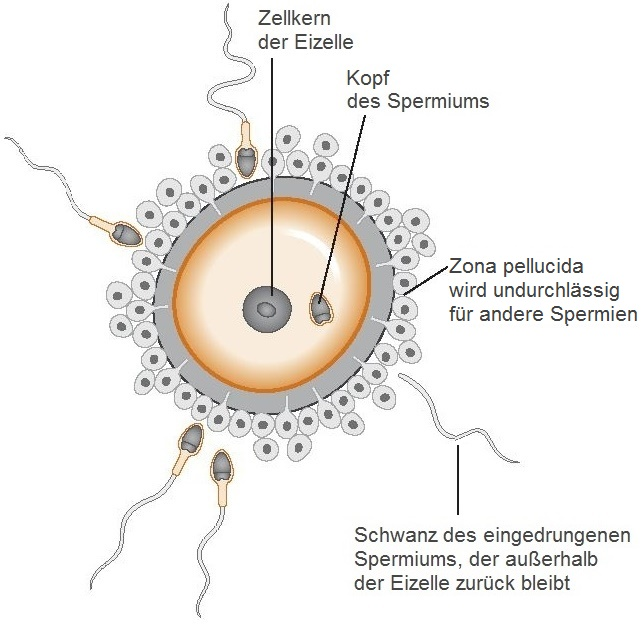
ヒトの受精卵 (模式図)：透明帯によって、それ以上の精子の侵入を防いでいる。

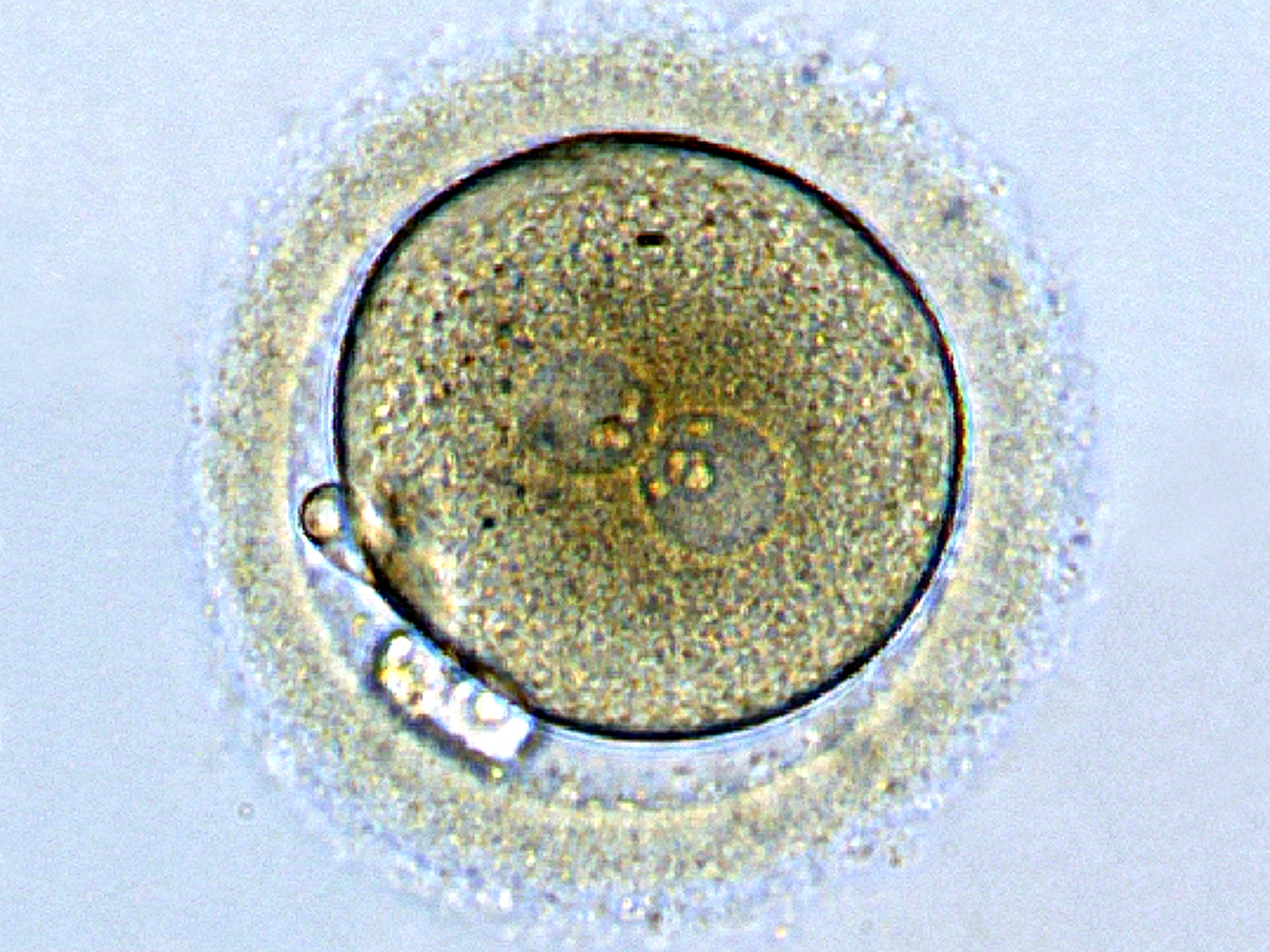
ヒトの受精卵 (実写)：雄性前核と雌性前核は互いに向かって移動しているが、遺伝物質はまだ融合していない。

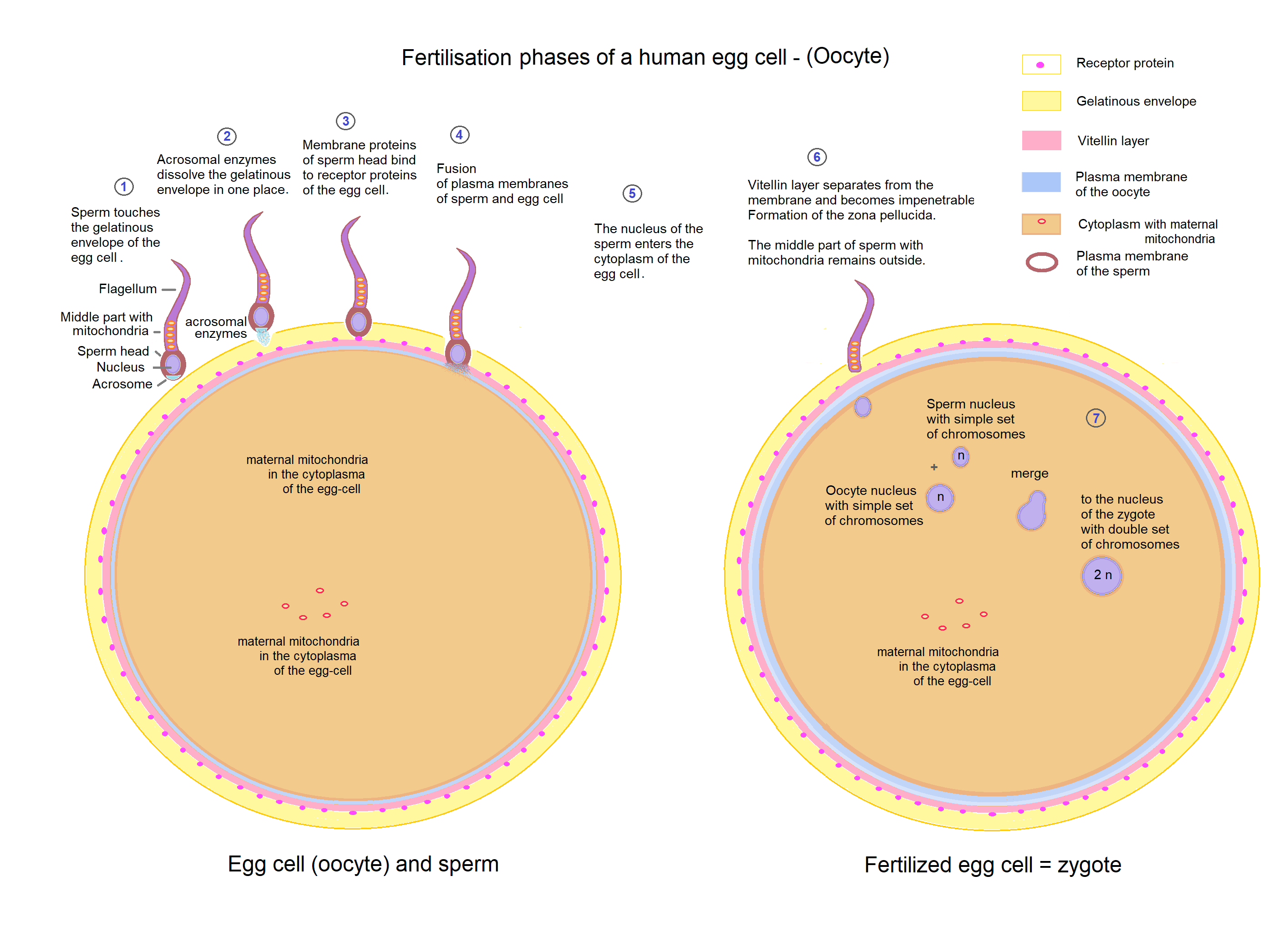
精子によるヒトの卵細胞の受精（左）と受精卵（接合子）の形成（右）。卵細胞は1つの精子としか受精できない。したがって、受精卵には2組（母親と父親）の染色体が含まれている。これにより、胚発生の過程において、その後の有糸分裂が調和して進行できる。ミトコンドリアを含む精子の中央部分は通常、受精卵に侵入することはなく、受精膜で固定されるか拒絶される。

## 発見
1820年、ドイツの動物学者クリスチャン・ゴットフリート・エーレンベルクにより、初めて接合体の形成をカビの中で観察された。19世紀後半には、同じくドイツの動物学者オスカー・ヘルトヴィッヒとリヒャルト・ヘルトヴィッヒが、動物の接合子形成に関する最初のいくつかの発見を行った。

## ヒトや動物
ヒトを含む哺乳類においては、卵管内で受精卵が形成される。受精により卵子と精子の細胞核が一体となって、両親の核DNA（核内DNA）が引き継がれる。通常、精子の中央部分は細胞を通過しないので、その中の父親のミトコンドリアDNA（mtDNA）は子孫に引き継がれないが、卵子中の母親のmtDNAは引き継がれる。最初の胚期は受精卵から始まり（すなわち2細胞期と4細胞期）、その後は桑実胚と胞胚の順に発生が進み（胞胚形成）、この発生過程で卵管を通って子宮に向かって移動する。その後、胚盤胞は子宮の中に着床する。鳥類や爬虫類、ほとんどの有尾類においても交配後に子宮内で受精するが、受精卵は卵として放出される。一方、カエルやほとんどの魚類では、未受精卵を産卵として水中に放出し、体外受精によって受精卵が形成される。同様に、無脊椎動物にも内部受精をするもの（昆虫や甲殻類）と、外部受精をするもの（腔腸動物など）がある。

## 植物
種子植物では、接合子は胚珠の中にある。接合子は、一倍体の花粉粒が受粉後に花粉管を形成して胚珠まで伸長し、そこで卵細胞と受精することで発生する。その後、接合子は種子の一部となって胚に成長する。シダ植物の場合、小さな一倍体の前葉体（配偶体）に造精器と造卵器が形成され、造精器から放出された花粉が水中を泳いで造卵器の中に含まれる卵子に受粉し、造卵器の中で接合体が発生した後、その接合体が実際のシダ植物を生み出す。コケ類の場合は、一倍体性細胞である上で生殖器（配偶子嚢）があり、シダ類と同様に卵子を含み、精子を放出する。造卵器の中で受精して受精卵が発生した後、この接合体から比較的小さな二倍体の胞子体が発生し、（二倍体のシダ植物と同様に）減数分裂後に一倍体胞子を形成し、これが生殖に用いられる。

## 菌類
菌類は多種多様な状態を持ち、時には他の生物からかなりの逸脱を示す。例えば食用キノコの多くが属する担子菌門は、性殖器や配偶子を形成しない。その中で、糸状菌の一倍体菌糸体の通常細胞は融合して、細胞核が最初に融合することなく、二核娘細胞を形成する（核合体）。その後の二核（二核性）段階は何年も続くことがあり、その間、菌糸体は最終的に子実体（キノコ）が形成されるまで成長を続ける。このような場合のみ、核分裂が起こる。その後、減数分裂を経て一倍体胞子が形成される。
子実体を形成せず、多数の核を持つが細胞壁が分離していない多核菌糸体としてのみ存在する接合菌門では、多核の成長体が融合して、同じく多核の群生接合子が2個1組で核形成し、厚い壁を形成して多核接合胞子となる。

## 原生動物と糸状藻類

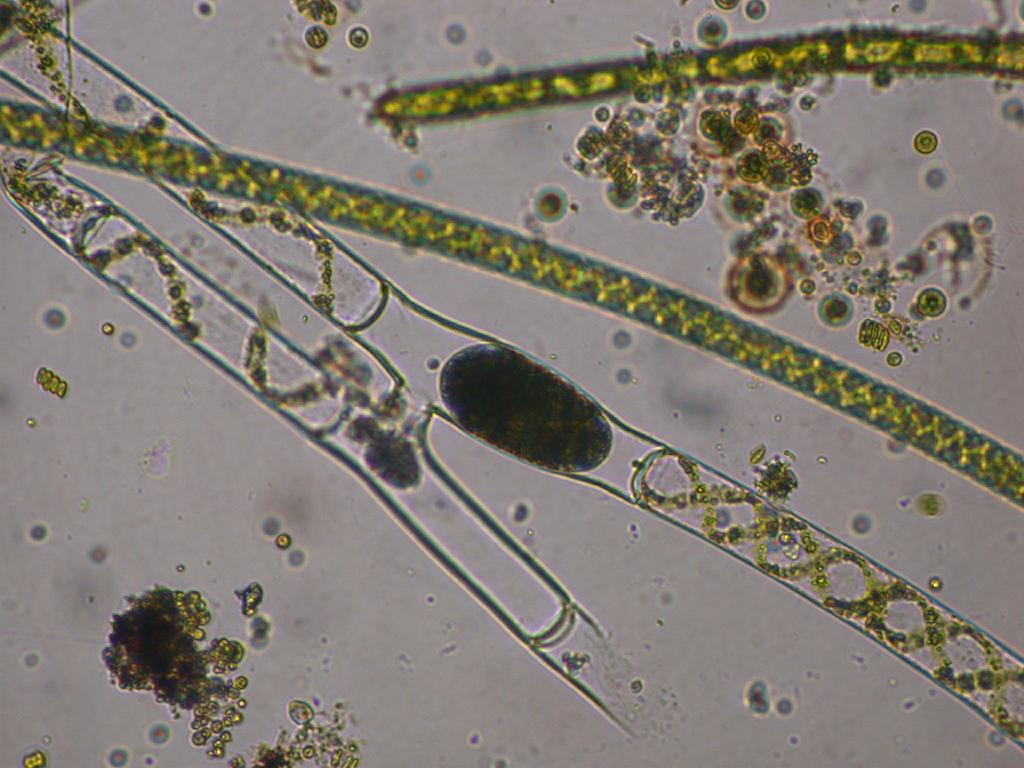
糸状緑藻のアオミドロの受精卵 (写真中央)

ほとんどの原生生物は無性生殖をするため、接合子は形成されない。例外は多くの鞭毛虫で見られる。単純に組織化された糸状藻類の場合、糸状の個々の細胞が生殖器に分化し、接合子はそれに対応して藻類フィラメントの細胞になる。

## 生命倫理
受精卵は生命の萌芽であると考えられている。或いは個体のスタート点である。このため、ヒトの受精卵をどう扱うかは医学など科学研究と生命倫理において重要な論点である。ヒトの受精卵は14日目頃に原腸陥入が始まり、細胞分裂で身体のどの部位に成長するか分かれ始める。このため、日本やイギリスなどではヒトの胚の培養は14日までと規制しているが、国際幹細胞学会は2021年5月に指針を改定して、14日を超える培養を解禁した。
宗教面では、キリスト教のカトリックなどでは人工妊娠中絶を容認せず、受精卵の時点で尊重されるべき生命体とみなしているため、その扱いに対してしばしば深刻な価値観の対立、すなわち倫理問題が発生する。受精卵の段階で遺伝子を解析し、将来起こりうる重篤な病気・障害の有無を診断する着床前診断（受精卵診断）について行うことに人間の場合、生命の選別・選民思想などの生命倫理的な問題があるとして、その是非については意見が分かれる。しかしながら、妊娠した後に行う羊水検査などの出生前検査の結果に基づいて胎児の人工妊娠中絶が殆ど何の制限もなく実施されている日本においては、妊娠が成立する前に実施する着床前診断の方が倫理的に好ましいという考えもある。また、受精卵が分裂・分化する過程であらわれる万能細胞を中絶胎児などから取り出して研究に用いることについて、やはり同様の倫理上の問題が指摘されている。そこには生命倫理の問題が横たわっている。